# Premis del Sindicat Nacional de l'Espectacle de 1955
Els quinzens Premis Nacionals de Cinematografia concedits pel Sindicat Nacional de l'Espectacle corresponents a 1955 es van concedir el 30 de gener de 1956. Es va concedir únicament a les pel·lícules i no pas al director o als artistes, i es va distingir per la seva dotació econòmica. Aquest cop es van premiar set pel·lícules i va entregar un total d'1.900.000 pessetes, repartits un premi de 500.000 pessetes, un de 400.000 pessetes, un de 300.000 pessetes, un de 250.000 pessetes, un de 200.000 pessetes i un altre de 150.000 pessetes, així com un accèssit de 100.000 pessetes.
També es van premiar els curtmetratges: 40.000 pessetes a Ronda y Pedro Romero del No-Do, que per ser entitat oficial només pot rebre el 20 %, el que permet dos accèssits de 16.000 pessetes; 35.000 pessetes a Viaje romántico a Granada; 25.000 pessetes a Idilio en Ibiza; i dos accèssits de 16.000 pessetes a Por los prados del Sur i Estrella mora.

## Guardonats de 1955
| Categoria | Premi       | Pel·lícula premiada   | Director                   |
| --------- | ----------- | --------------------- | -------------------------- |
| 1r. lloc  | 500.000 pts | Marcelino pan y vino  | Ladislao Vajda             |
| 2n lloc   | 400.000 pts | Historias de la radio | José Luis Sáenz de Heredia |
| 3r lloc   | 300.000 pts | El canto del gallo    | Rafael Gil Álvarez         |
| 4t lloc   | 250.000 pts | Muerte de un ciclista | Juan Antonio Bardem        |
| 5è lloc   | 200.000 pts | Los peces rojos       | José Antonio Nieves Conde  |
| 6è lloc   | 150.000 pts | Orgullo               | Manuel Mur Oti             |
| 7è lloc   | 100.000 pts | Congreso en Sevilla   | Antonio Fernández-Román    |